# Sly Cooper: Thieves in Time
Sly Cooper: Thieves in Time (в России игра издавалась под названием Sly Cooper: Прыжок во времени) — это видеоигра сочетающая в себе элементы платформера и стелс-экшена, разработанная Sanzaru Games, и изданная Sony Computer Entertainment для Sony PlayStation 3 и PlayStation Vita в 2013 году. Это четвёртая и последняя часть в серии игр Sly Cooper, прямой сиквел Sly 3: Honor Among Thieves.

## Игровой процесс
Как и прошлые игры в серии, данная игра представляет собой платформер с элементами стелс-экшена. Игрок управляет одним из ряда персонажей, каждый из которых обладает своим уникальным набором способностей и заданий. Игрок может переключаться между персонажами, среди которых Слай, Бентли, Мюррей, а также Кармелита и одни из предков Слая в зависимости от эпохи, в которой находится группа протагонистов. В отличие от предыдущих игр, теперь по ходу Слай получает не только новые способности, но и новые костюмы со своим набором возможностей. Так, например, костюм лучника позволяет Слаю выстреливать из лука стрелу с верёвкой, которую можно использовать для того, чтобы добраться в ранее недоступные места. В игре присутствует ряд спрятанных сокровищ и масок, каждое сокровище добавляется в коллекцию и имеет своё описание. В игру вернулись бутылки с подсказками, которые были в первых двух играх, собрав их, игрок может открыть сейф с сокровищем, дающим те или иные бонусы.
Игровые уровни, по заверению разработчиков, в три раза больше уровней в оригинальной трилогии. Игра поддерживает стереоскопическое 3D.

## Концепция

### Персонажи
- Слай Купер (англ. Sly Cooper) — двадцатидевятилетний енот, бывший вор которому снова приходится использовать свои навыки и вместе со своими друзьями, Бентли и Мюрреем, отправляется в прошлое дабы не дать изменить историю и сохранить историю своего клана. Озвучен Кевином Миллером[англ.].
- Бентли (англ. Bentley the Turtle) — черепаха, друг Слая, создал машину времени для восстановления истории. Также разыскивает свою пропавшую подругу. Озвучен Мэттом Олсеном[англ.].
- Мюррей (англ. Murray the Hippo) — мускулистый бегемот, помогает своим друзьям исправить историю. Озвучен Крисом Мёрфи.
- Кармелита Фокс (англ. Carmelita Fox) — лиса, инспектор Интерпола. Против своей воли оказывается втянута в путешествия во времени. Озвучена Грей Делайл.
- Сириль ле Парадокс (фр. Cyrille Le Paradox) — скунс, главный антагонист, мечтает стать величайшим вором на свете. Озвучен Ноланом Нортом.

### Сюжет
Бентли замечает, что в хранящемся у него Thievius Raccoonus страницы становятся чистыми, а значит кто-то меняет историю клана Куперов. Бентли сообщает об этом Слаю и Мюррею. Старые друзья воссоединяются для ещё одного дела, ведь у Бентли есть машина времени, но для её работы нужен предмет из соответствующей эпохи, а достать его можно только в музее. Слай проникает в музей и ворует японский меч, но там его замечает Кармелита и понимает, что Слай не изменился и обманывал её все эти годы. Убегая от полиции банда Слая переносится в феодальную Японию. В Японии орудует Эль Хефе, бандит из времени Слая, который пленил Риоити Купера, предка Слая, и закрыл его ресторан, обвинив в продаже отравленных суши. Банде Слая предстоит спасти предка, восстановить его честное имя и победить тигра Эль Хефе. После победой над тигром, выясняется, что он всего лишь пешка, а за всем стоит Сириль ле Парадокс, который обладает своей машиной времени, захватил предков Слая в других эпохах и намеревается стать величайшим вором в истории. Чтобы разрушить его планы банде Слая приходится спасать предков одного за одним справляясь с бандитами Парадокса в каждой из эпох.

## Разработка
Разработкой игры занималась студия Sanzaru Games, ранее занимавшаяся перевыпуском прошлых игр серии в виде The Sly Trilogy. Sanzaru были заинтересованы в развитии серии, в то время как оригинальный разработчик Sucker Punch Productions занимался созданием игр серии inFamous. Sanzaru разработали прототип игрового движка и показали его Sony Computer Entertainment, те были впечатлены и дали разработчику добро на выпуск The Sly Trilogy, а потом и Thieves in Time.
Намёки на анонс четвёртой части в серии Sly Cooper появлялись в InFamous, InFamous 2, а также в The Sly Trilogy. Игра была анонсирована на конференции Sony в рамках E3 в 2011 году. Версия для PlayStation Vita была анонсирована 18 мая 2012 года на телешоу GameTrailers.
На Gamescom в 2012 году, Sony представила программу Cross Buy, по которой покупая игру для одной PlayStation покупатель бесплатно получал версию игры для другой PlayStation, Thieves in Time был объявлен участником данной программы. Также на Gamescom был показан трейлер анонсировавший выход игры в начале 2013 года. Позже Sony пояснили, что игра выйдет в феврале, поскольку они не хотят выпускать её одновременно с другими играми осенью 2012 года.
В вышедшей 28 августа 2012 года Ratchet & Clank Collection содержалась демоверсия игры с одной миссией. Другая демоверсия стала доступна в PlayStation Network в январе 2013 года. 21 сентября 2012 года, в день десятилетнего юбилея с момента выхода Sly Raccoon, была объявлена точная дата выхода Thieves in Time, 5 февраля 2013 года, всем предзаказавшим игру обещали специальный костюм для Мюррея, все остальные могут получить данный костюм собрав секретные маски в игре.
Саундтрек игры написанный Питером Макконнеллом был выпущен отдельно для покупки в цифровом виде в таких сервисах как iTunes.

## Оценки прессы
| Сводный рейтинг       | Сводный рейтинг                 |
| Агрегатор             | Оценка                          |
| --------------------- | ------------------------------- |
| GameRankings          | (PS Vita) 75,80 % (PS3) 74,69 % |
| Metacritic            | 75/100                          |
| Иноязычные издания    |                                 |
| Издание               | Оценка                          |
| 1UP.com               | C                               |
| Eurogamer             | 6,0/10                          |
| Game Informer         | 9,0/10                          |
| GameSpot              | 7,5/10                          |
| GamesRadar+           | [ 31 ]                          |
| GameTrailers          | 8,0/10                          |
| IGN                   | 8,0/10                          |
| Русскоязычные издания |                                 |
| Издание               | Оценка                          |
| 3DNews                | 6/10                            |
| «Игромания»           | 8,0/10                          |
| Stratege.ru           | 85/100                          |

Sly Cooper: Thieves in Time получила в основном положительные отзывы критиков, в основном за игровой процесс, музыку и озвучивание героев. На сайтах-агрегаторах GameRankings и Metacritic игра соответственно имеет оценки 75,80 % и 75/100 для PlayStation Vita и 74,69 % и 75/100 для PlayStation 3.
Game Informer оценил игру в 9/10, похвалив за игровой процесс и визуальную составляющую, но отметил длительное время загрузок. GameTrailers дал игре 8/10 баллов назвав одним из главных достоинств игры ностальгию по хорошим платформерам. Редактор из IGN также оценил игру на 8,0/10, отметив длительные загрузки и устаревшее управление движениями, но назвал игру достойной пополнить игровую коллекцию. GamesRadar положительно оценил визуальную составляющую и дизайн уровней, в итоге дав игре 4,5 из 5 баллов.GameSpot оценив игру в 7,5/10 заявил, что это достойная часть серии платформеров.
Редактор из Игромании поставил игре 8,0 из 10 баллов и похвалил игру назвав её «милой, забавной и захватывающей», также отметил, что механика игры не сильно изменилась, но продолжает работать. В редакции 3DNews игру посчитали неоригинальной и несовременной, и оценили её в 6 из 10.
Создатели серии Sly Cooper из Sucker Punch Productions в своём Twitter одобрили Thieves in Time.